# واکتون، نورفک
واکتون (به انگلیسی: Wacton) یک روستا و محله مدنی در بریتانیا است که در South Norfolk واقع شده‌است. واکتون ۴٫۵۴ کیلومتر مربع مساحت و ۳۰۲ نفر جمعیت دارد.